# Aram (Septimània)
Aram fou duc o governador de la Gal·lia Narbonesa o Septimània sota el rei Teodoric. Tenia residència a Arle, que estava entre Septimània i la Província (Provença) que eren els únics territoris que els visigots conservaven al sud de la Gàl·lia. Va ordenar arrestar a l'arxipreste de Nimes que l'havia ofès, i va enviar uns soldats que l'havien de portar a la seva presència lligat de peus i mans. Els soldats van confondre l'arxipreste amb l'arxidiaca Joan de Nimes, i fou a aquest al que van arrestar i portar a Arle però van arribar quan les portes de la ciutat ja s'havien tancat i van haver de passar la nit fora. El duc va enviar aquella nit un destacament per veure si els soldats arribaven i efectivament els van trobar prop de les muralles; el duc va veure llavors l'error i va demanar excuses, reenviant a l'arxidiaca a Nimes carregat de regals; Gregori de Tours atribueix aquest fet a la intervenció del sant Boi, patró de Nimes, ciutat que conservava les seves relíquies; el bisbat de Nimes va quedar vacant i Aram va afavorir l'elecció de Joan com a nou bisbe i finalment va perdonar a l'arxipreste.